# 清崎敏郎
清崎 敏郎（きよさき としお、1922年2月5日 - 1999年5月12日）は、日本の俳人・国文学者。本名は星野敏郎。

## 生涯
東京市赤坂区（現・港区赤坂）に生まれる。東京府立第一中学校（現・日比谷高等学校）在学中に結核性股関節炎にかかり、療養生活を送る中で句作を始めた。1940年、富安風生が選者をしていた読売俳壇の選に入り、これをきっかけに風生の主宰誌「若葉」に投句、風生に師事する。1942年、慶應義塾大学文学部に入学、折口信夫、池田弥三郎のもとで民俗学を学ぶ。
1943年、父の知人であった高浜年尾に俳句の指導を受け、年尾を介して高浜虚子に会う。同年「ホトトギス」に投句し初入選。1946年、楠本憲吉、大島民郎らとともに慶大俳句研究会設立、会誌として「慶大俳句」を発刊。1947年、同年代の深見けん二らとホトトギス新人会を結成。1948年、大学を卒業し、同付属中等部（1956年より高等学校）の教員となる。慶大および同大学院でも教鞭をとった。
1952年、「玉藻」研究座談会発足と同時に参加、虚子から直接教えを受ける。1959年「ホトトギス」同人。1979年、富安風生が死去し、風生の意向に従い「若葉」主宰を継承。同年読売俳壇選者。1997年、句集『凡』で俳人協会賞受賞。1999年5月12日死去、77歳。

## 作品
代表句に
- 口まげしそれがあくびや蝶の昼
- 滝落としたり落としたり落としたり
- コスモスの押しよせてゐる厨口
- うすうすとしかもさだかに天の川
- 枯木立どの幹となく揺れはじむ

など。生活詠よりも自然詠を専らとし、平明な言葉、単純化された詠み口を用いながら季題の本質に迫った。流行に左右されずに虚子から直接教わった客観写生・花鳥諷詠の信条を終生貫いた作家で、安住敦は敏郎を「信念の作家」と評している（『俳句』1973年3月号）。

## 著書
- 『高浜虚子』俳句シリーズ 人と作品 桜楓社 1965
- 『俳諧と民俗学』岩崎美術社・民俗民芸双書 1967
- 『饗宴の文学 日本人の民俗 文学のなかまたち』実業之日本社・有楽選書 1977
- 『清崎敏郎集』自註現代俳句シリーズ 俳人協会 1978
- 『東葛飾 句集』牧羊社・現代俳句選集 1978
- 『系譜 句集』角川書店・現代俳句叢書 1985
- 『花鳥 清崎敏郎句集』ふらんす堂文庫 1990
- 『清崎敏郎 自選三百句』春陽堂書店・俳句文庫 1993
- 『清崎敏郎』花神社 1994 花神コレクション 俳句
- 『凡 句集』ふらんす堂・若葉叢書 1997
- 『現代俳句鑑賞全集 第10巻 清崎敏郎篇』編集:「若葉」編集部 東京四季出版 1998
- 『島人 清崎敏郎句集』邑書林句集文庫 1998
- 『清崎敏郎集 季題別』西村和子,行方克巳編 ふらんす堂 2000
- 『海神 句集』ふらんす堂 2004
- 『清崎敏郎集』鈴木貞雄編 俳人協会 2007 脚註名句シリーズ

### 共編著
- 『富安風生』加倉井秋を共著 桜楓社 1966 俳句シリーズ 人と作品
- 『虚子の名句』編著 社会思想社・現代教養文庫 1967
- 『新編俳句歳時記 秋』編 講談社 1978
- 『虚子物語 花鳥諷詠の世界』川崎展宏共編 有斐閣ブックス 1979
- 『鑑賞俳句歳時記 4月～6月』共著 有斐閣 1982
- 『富安風生の世界』編著 梅里書房 1991 昭和俳句文学アルバム
- 『風生俳句365日』編著 梅里書房 1994 名句鑑賞読本
- 『富安風生集』編 俳人協会 1995 脚註名句シリーズ